# Беглі (Вісконсин)
Беглі (англ. Bagley) — селище (англ. village) в США, в окрузі Грант штату Вісконсин. Населення — 356 осіб (2020).

## Географія
Беглі розташоване за координатами 42°54′5″ пн. ш. 91°5′44″ зх. д. / 42.90139° пн. ш. 91.09556° зх. д. (42.901349, -91.095435).  За даними Бюро перепису населення США в 2010 році селище мало площу 2,09 км², з яких 1,99 км² — суходіл та 0,10 км² — водойми.

## Демографія
Згідно з переписом 2010 року, у селищі мешкало 379 осіб у 185 домогосподарствах у складі 111 родини. Густота населення становила 181 особа/км².  Було 409 помешкань (195/км²).
Расовий склад населення:
| - 97,9 % — білих - 1,1 % — корінних американців - 0,3 % — чорних або афроамериканців |

До двох чи більше рас належало 0,8 %. Частка іспаномовних становила 0,5 % від усіх жителів.
За віковим діапазоном населення розподілялося таким чином: 17,2 % — особи молодші 18 років, 54,0 % — особи у віці 18—64 років, 28,8 % — особи у віці 65 років та старші. Медіана віку мешканця становила 53,9 року. На 100 осіб жіночої статі у селищі припадало 110,6 чоловіків;  на 100 жінок у віці від 18 років та старших — 100,0 чоловіків також старших 18 років.
Середній дохід на одне домашнє господарство  становив 47 435 доларів США (медіана — 45 208), а середній дохід на одну сім'ю — 51 173 долари (медіана — 47 083). Медіана доходів становила 34 375 доларів для чоловіків та 21 705 доларів для жінок. За межею бідності перебувало 16,8 % осіб, у тому числі 34,5 % дітей у віці до 18 років та 10,1 % осіб у віці 65 років та старших.
Цивільне працевлаштоване населення становило 163 особи. Основні галузі зайнятості: роздрібна торгівля — 27,0 %, виробництво — 16,0 %, освіта, охорона здоров'я та соціальна допомога — 14,1 %.